# Вест Александер (Пенсилванија)
Вест Александер (енгл. West Alexander) насељено је место без административног статуса у америчкој савезној држави Пенсилванија.

## Демографија
По попису из 2010. године број становника је 604, што је 284 (88,8%) становника више него 2000. године.
| Група             | 2000.       | 2010.       |
| Белци             | 310 (96,9%) | 596 (98,7%) |
| Афроамериканци    | 5 (1,6%)    | 3 (0,5%)    |
| Азијати           | 0 (0,0%)    | 0 (0,0%)    |
| Хиспаноамериканци | 3 (0,9%)    | 4 (0,7%)    |
| Укупно            | 320         | 604         |